# ナオユキ
ナオユキ（1966年12月29日）は、日本のお笑い芸人。本名、木藤 直之（きとうなおゆき）。
大阪府大阪市出身。落語芸術協会会員。2019年までは松竹芸能所属で、2020年からはフリー。身長162cm、体重54kg。師匠は笑福亭鶴光。

## 人物・来歴
1990年宮崎元樹（現・宮崎げんき）とお笑いコンビ「ダックスープ」を結成。当時の芸風はぼやき漫才。1992年に第22回上方漫才コンテスト優秀賞を受賞。1994年には第15回ABCお笑い新人グランプリ優秀新人賞を受賞。
嘗ては大滝エージェンシー所属だったが、解散後は松竹芸能に移籍。
解散以前からピン芸人として活動していたが解散後本格的にピン活動を始める。2005年には綾小路きみまろとの二人会『きみなお』を開催、2006年にアメリカ・シカゴの日本人会で、2007年にはロンドンで海外公演を行い、ジャズパンクユニット『知恵蔵知恵蔵』でも活動していたことがある。その巧みな話術から司会者としても定評があり、大阪を代表するビックイベントで司会を務める機会も多い。
ピン芸人としての芸風は嘗てはスーツ姿の社会派の漫談だったが、最近はハンティングを被りラフな姿でぼやき漫談、スタンダップコメディをする。「ジワ〜ッとくるやろ」などの台詞がある。R-1ぐらんぷり2009、2010年の準決勝進出、サバイバルステージ出場者に選ばれた。翌年の2011年には決勝に初進出するも、1回戦でスリムクラブ真栄田に敗れる。
直接修行はしていないが、笑福亭鶴光一門であり、師匠の鶴光と同じ東京の落語芸術協会に色物会員として入会、同協会の定席を中心に出演。松竹芸能には「諸芸」の分野で所属していたが、2019年末をもって退社し、2020年からはフリーとなった。

## 出演番組
- VIDEGRAJIN〜ビデグラジン〜（関西テレビ）
- 笑いがいちばん（NHK）
- 爆笑レッドカーペット（フジテレビ）- 2009年3月11日初出演、キャッチコピーは「この想い伝わりますか」→「さすらいのボヤキ節」
- エンタの天使（日本テレビ）- 2010年2月17日（第14回）、キャッチコピーは「浪速のぼやッキー」。元々は『エンタの神様』の番組中で収録されたものだったが、未放映だったためこちらで放送。
- 笑点（日本テレビ）- 2019年4月7日、2019年12月29日、2022年3月13日、2023年1月15日、2024年6月23日

以下はダックスープ時代の出演。
- 爆笑BOOING（関西テレビ、5週勝ち抜きチャンピオン）
- 怒涛のくるくるシアター （讀賣テレビ放送）
- GAHAHAキング 爆笑王決定戦（テレビ朝日系）
- ダックスープのOBC歌謡ベスト10（OBC）など